# Болсам (озеро, Каварта-Лейкс)
Болсам — озеро, в Центральном Онтарио, Канада, расположенное в бассейне Великих озёр.

## География
Озеро длиной 16 километров и средней шириной 3 километра, хотя его фактическая ширина варьируется из-за большого количества заливов; общая площадь составляет 48 квадратных километров и площадь водосбора 115 квадратных километров. Основной приток с Севера — река Галл, а с Юго-Запада — река Стейплс.
Озеро является самой высокой точкой водного пути Трент-Северн на высоте 256 метров.
На северном берегу озера Болсам находится деревня Кобоконк с населением около 800 человек.

## Природа
Рядом с озером находятся Парк озера Болсам и Парк Индиан-Пойнт.
Озеро предлагает отличную рыбалку на окуня, судака и мускуса, а залив Маккензи является популярным местом для катания на лодках.

## Изображения озера на картах
| - С - Озеро Болсам |